# Buques-Q

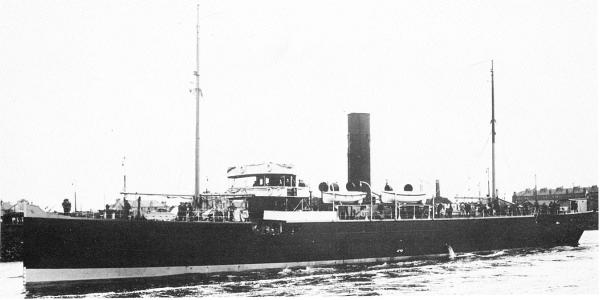
HMS Tamarisk, un buque Q británico de la Primera Guerra Mundial

Los Buques Q, también conocidos como Q-boats, Navíos Señuelo, Buques de Servicios Especiales o Buques misteriosos, eran mercantes pesadamente armados con las armas ocultas, diseñados con la intención de atraer a los submarinos para que estos realizaran ataques en superficie al creerlos indefensos. Esto daba la posibilidad a los buques Q de abrir fuego contra ellos. 
Fueron usados por la Royal Navy británica durante la Primera Guerra Mundial contra los submarinos alemanes, y por la misma Royal Navy y la Armada de los Estados Unidos durante la Segunda Guerra Mundial como contramedidas contra los submarinos alemanes y japoneses.

## Primera Guerra Mundial
En la Primera Batalla del Atlántico, desde 1915 Gran Bretaña estaba desesperada ante la necesidad de contar con contramedidas contra los U-boats que estrangulaban sus comunicaciones marítimas. Los convoyes, que habían sido efectivos en los primeros tiempos (y que volverían a serlo durante la Segunda Guerra Mundial), fueron rechazados por el Almirantazgo y los capitanes de las embarcaciones. Las cargas de profundidad de la época eran muy primitivas, y el único modo de hundir un submarino era mediante fuego de artillería cuando estaba en superficie. El problema consistía en atraer a los sumergibles a la superficie.
Una solución a este problema fue la creación de los buques Q, uno de los secretos más guardados durante la guerra. Su nombre en clave hacía referencia a su puerto base, Queenstown, en Irlanda. Los alemanes llamaban a este puerto U-Boot-Falle (trampa de submarinos). Los buques Q aparentaban ser un blanco fácil para los sumergibles navegando en solitario, pero de hecho portaban un pesado armamento oculto. Un buque Q podía parecer un viejo vapor que navegaba en solitario en las cercanías de áreas en las que se habían reportado operaciones de los submarinos. Una vez puesto en posición, el buque Q atraía al sumergible a superficie al hacer creer a su capitán que se trataba de un objetivo fácil e indefenso, apto para ser atacado con el cañón de cubierta, en lugar de con los caros torpedos, de los cuales portaban pequeñas cantidades. La carga que trasportaban los buques Q solían ser urnas de madera, o piezas de madera, para que en caso de recibir un torpedo les fuera más fácil permanecer a flote, haciendo con esto también que el submarino saliera a flote para dispararle con el cañón de cubierta. Si era necesario, la tripulación podía simular que abandonaba el barco. Una vez que el submarino emergía y se colocaba en posición de ataque, el buque Q cambiaba rápidamente los paneles falsos, revelando los cañones ocultos, y comenzaban a disparar. En ese momento, la bandera blanca era sustituida por la bandera de la Royal Navy. Con el elemento sorpresa, el submarino podía verse rápidamente en aprietos.
La primera victoria de un buque Q tuvo lugar el 23 de junio de 1915, cuando el U 40 fue hundido cerca de Aberdeen por el submarino HMS C24, en cooperación con el navío señuelo Taranaki, al mando del teniente Frederick Henry Taylor (CBE DSC). En agosto de ese año, otro pequeño pesquero convertido en Buque Armado de Su Majestad Inverlyon destruyó con éxito al UB 4 cerca de Great Yarmouth. El Inverlyon era una nave de vela armada con pequeños cañones de 3 libras y 47 mm de calibre. La tripulación británica consiguió colocar 9 impactos de 3 libras y otras armas de fuego menores sobre el UB 4 a corto alcance, hundiéndose con toda su tripulación a pesar del intento del capitán del Inverlyon' de rescatar a uno de los tripulantes alemanes.
El 19 de agosto de 1915, el teniente Godfrey Herbert de la RN al mando del HMS Baralong hundió el U 27, el cual se estaba preparando para echar a pique un buque de transporte costero. Cerca de una docena de marineros sobrevivieron y pudieron alcanzar a nado el buque mercante. Herbert, temiendo que intentaran echarlo a pique, mandó que se disparara a los hombres que nadaban hacia el transporte y ordenó el abordaje, en el que murieron dos marineros alemanes, en lo que se conoce como el "Incidente Baralong".
El teniente William Edward Sanders VC, DSO, un neozelandés al mando del HMS Prize, ganó la Cruz de la Victoria por la acción del 30 de abril de 1917 contra el U 93, el cual fue severamente dañado. Sanders aguardó, mientras su buque era atacado por disparos de artillería, hasta que el submarino estuviera a 80 yardas, momento en el que izaron la bandera de la Royal Navy y abrieron fuego. El submarino pareció hundirse, pero en realidad logró volver a puerto, y el barco fue identificado por los supervivientes del U 93. Sanders y su tripulación murieron al ser atacados por el U 43 el 14 de agosto de 1917. 
En el transurso de 150 enfrentamientos, hundieron 14 sumergibles y dañaron otros 60, con el coste de 27 buques Q perdidos de un total de 200. Los buques Q fueron responsables del 10% de los submarinos hundidos, quedando lejos del uso de campos de minas en efectividad total. Ninguno de los buques Q alemanes, Möwe y Wolf, tuvieron éxito destruyendo submarinos enemigos.

## Segunda Guerra Mundial

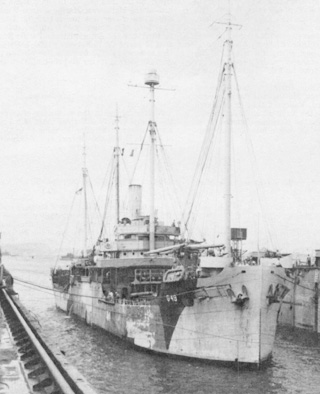
Cañones ocultos de 3" a bordo del USS Anacapa.

Nueve buques Q fueron dados de alta por la Royal Navy entre septiembre y octubre de 1939 para operar en aguas del Atlántico Norte:
- HMS Chatsgrove (X85) de 610 toneladas ex Royal Navy PC-74, construido en 1918
- HMS Maunder (X28) de 5.072 toneladas ex King Gruffyd, construido en 1919
- HMS Prunella (X02) de 4.443 toneladas ex Cape Howe, construido en 1930
- HMS Lambridge (X15) de 5.119 toneladas ex Botlea, construido en 1917
- HMS Edgehill (X39) de 4.702 toneladas ex Willamette Valley, construido en 1928
- HMS Brutus (X96) de 5.945 toneladas ex City of Durban, construido en 1921
- HMS Cyprus (X44) de 4.398 toneladas ex Cape Sable, construido en 1936
- HMS Looe (X63) de 1.030 toneladas ex Beauty, construido en 1924
- HMS Antoine (X72) de 1.090 toneladas ex Orchy, construido en 1930

El Prunella y el Edgehill fueron torpedeados y se hundieron el 21 y el 29 de junio de 1940, respectivamente, sin que llegaran a avistar ningún submarino. El resto de los buques dejaron de estar en servicio en marzo de 1941 sin que hubieran tenido éxito en ninguna misión.
El último buque Q de la Royal Navy, el HMS Fidelity (D57) de 2.456 toneladas, fue convertido en septiembre de 1940 en buque portador de redes de defensa antitorpedos, equipado con cuatro cañones de 101 mm (4”), cuatro tubos lanzatorpedos, dos hidroaviones OS2U Kingfisher y una lancha torpedera 105. El HMS Fidelity navegó con tripulación francesa y fue hundido por el submarino alemán U 435 el 30 de diciembre de 1942 durante la batalla por el Convoy ON-154.
Desde el 12 de enero de 1942, el servicio de inteligencia del almirantazgo británico hizo notar una "gran concentración de submarinos en las cercanías de la costa estadounidense, y pasaron la información a la Armada de los Estados Unidos. Ese día, el U 123 bajo el mando del Kapitänleutnant Reinhard Hardegen torpedeó y hundió el vapor británico Cyclops, inaugurando el Paukenschlag (en alemán golpe de timbal). Los comandantes de los sumergibles encontraron que las condiciones de navegación en tiempo de paz prevalecían a lo largo de la costa: no se oscurecían los pueblos y ciudades, y las boyas de navegación permanecían encendidas; se navegaba siguiendo las rutas normales y se llevaban las luces normales de navegación encendidas. La operación Paukenschlag había cogido desprevenidos a los Estados Unidos.
Las pérdidas aumentaron rápidamente. El 20 de enero de 1942, el comandante en jefe de la Flota de los Estados Unidos envió un mensaje cifrado al comandante de la frontera marítima oriental (CESF), en el que se le requería la inmediata consideración de equipar a los buques "Queen" como buques antisubmarinos. El resultado fue el "Proyecto LQ."
Se adquirieron cinco buques que en secreto fueron convertidos en Portsmouth (Nuevo Hampshire):
- el carguero de Bostón MS Wave, que brevemente se había convertido en el dragaminas USS Eagle (AM-132), se convirtió en el USS Captor (PYC-40),
- los buques gemelos SS Evelyn y Carolyn fueron convertidos en los USS Asterion (AK-100) y USS Atik (AK-101), respectivamente,
- el petrolero SS Gulf Dawn se convirtió en el USS Big Horn,
- la goleta Irene Myrtle se convirtió en el USS Irene Forsyte (IX-93).

La carrera de los cinco buques tuvo muy poco éxito y fue muy corta, con el USS Atik hundido en su primera patrulla; las patrullas de los buques Q finalizaron en 1943.
Los buques Q estadounidenses también operaron en el océano Pacífico. Uno de ellos fue el USS Anacapa (AG-49), anteriormente el transporte de madera Coos Bay, el cual fue convertido en buque Q durante el proyecto "Love William". El USS Anacapa no tuvo éxito en intentar atraer a submarinos japoneses, aunque se cree que dañó a dos submarinos propios con cargas de profundidad cuando operaban inadecuadamente en sus proximidades. El USS Anacapa también fue retirado de las labores de buque Q en 1943 y sirvió el resto de la Segunda Guerra Mundial como transporte armado en el Pacífico sur y en las Islas Aleutianas.

## Términos relacionados
El término Coche Q(o "Q-car") se ha aplicado, por consiguiente, para describir coches que tienen mucho mayor rendimiento de lo habitual (generalmente mediante una gran cantidad de modificaciones) pero su aspecto es el de un turismo convencional. De la misma forma que los barcos, este término también ha sido utilizado en el registro de vehículos del Reino Unido, donde el primer símbolo (hasta hace pocos años el último) era un código alfabético para el año de fabricación, pero para vehículos de edad incierta o variada se emplea una matrícula que empieza por "Q". 
Un tren Q parece exteriormente un tren normal y corriente, pero es utilizado por la policía ferroviaria para evitar el crimen en ruta.
El concepto de buque Q también lo usa el autor de ciencia ficción David Weber en sus libros Honor Harrington, especialmente en "Honor entre Enemigos".